# 菊花参
菊花参（学名：Gentiana sarcorrhiza）为龙胆科龙胆属的植物，为中国的特有植物。分布在中国大陆的云南、四川等地，生长于海拔1,580米至1,900米的地区，常生于山坡草地，目前尚未由人工引种栽培。

## 别名
金钱参、小菊花参、一棵参（云南）